# Bernardino I da Polenta
Bernardino I da Polenta , (Ravenne, .... – 14 novembre 1359), est un seigneur italien du XIVe siècle.

## Biographie
Bernardino I Polenta est le fils de Ostasio I. En 1346 il devient seigneur de Ravenne et Cervia jusqu'à sa mort survenue en 1359.
En 1346 il a hérité de la seigneurie de la famille avec ses frères Pandolfo et Lamberto II .
Cependant après un an, Bernardino I prit seul le pouvoir en faisant emprisonner ses frères Pandolfo et Lamberto II à Cervia où ils sont morts de faim.